# Axel Sommerfeld
Axel Sommerfeld, geborener Bunke (* 1967) ist ein deutscher Toningenieur und ehemaliger deutscher Kinderdarsteller, der als Hauptdarsteller in einem DEFA-Kinderfilm bekannt wurde.

## Leben
Axel Bunke kam 1967 als eines von fünf Kindern einer Arzt-Familie zur Welt. Er lebte in Berlin-Buch und besuchte gerade in den Ferien das für besonders begabte Schüler eingerichtete Mathematik-Lager der Humboldt-Universität Berlin, als er um 1981 von Regisseur Herrmann Zschoche als Hauptdarsteller für seinen Kinderfilm Insel der Schwäne entdeckt wurde. In der Adaption des gleichnamigen Buchs von Benno Pludra spielte Bunke den Jugendlichen Stefan, der vom Land nach Berlin in ein Plattenbaugebiet ziehen muss, sich jedoch nicht einleben kann. Er gerät in Konflikt mit seinen Eltern, als er sich im tristen Neubaugebiet für einen eigenen Kinderspielplatz einsetzt, und findet in einem brutalen Jungen mit dem Spitznamen „Windjacke“, gespielt von Sven Martinek, einen Gegenspieler. Gedreht wurde fast ein halbes Jahr lang von 1981 bis 1982 in Berlin-Marzahn. Nach der Premiere des Films am 28. April 1983 im Berliner Kino International kam es unter anderem aufgrund der Kritik des Films an der staatlichen Baupolitik zu heftigen Kontroversen.
Bunke selbst hatte sich vor Drehbeginn zwischen der Mitarbeit am Film und dem Abiturabschluss entscheiden müssen. Da er sich für den mehrmonatigen Dreh entschieden hatte, musste er trotz Bestnoten die Schule nach der 10. Klasse verlassen. Er erlernte bis 1987 den Beruf eines Tontechnikers und absolvierte anschließend seinen Armeedienst. Von 1990 bis 1995 studierte er an der Hochschule für Musik „Hanns Eisler“ Berlin klassische Gitarre bei Rainer Feldmann. Im Jahr 1995 heiratete er und nahm den Nachnamen seiner Ehefrau, Sommerfeld, an. Es folgte ein Studium des Toningenieurwesens an der Hochschule für Film und Fernsehen „Konrad Wolf“ in Potsdam-Babelsberg.
Sommerfeld arbeitet seitdem als Toningenieur beim Deutschlandradio. Für die Aufnahme des Oratoriums Requiem in Es-Dur von Johann Adolf Hasse wurde er 2006 vom Verband Deutscher Tonmeister in der Kategorie „Vokalmusik, große Besetzung“ mit dem Goldenen Bobby für besonders herausragende Tonregieleistungen ausgezeichnet.

## Filmografie
- 1983: Insel der Schwäne, Regie: Herrmann Zschoche